# Дрена
Дрена (итал. Drena) је насеље у Италији у округу Тренто, региону Трентино-Јужни Тирол.
Према процени из 2011. у насељу је живело 405 становника. Насеље се налази на надморској висини од 377 м.

## Становништво
| 1931. | 1936. | 1951. | 1961. | 1971. | 1981. | 1991. | 2001. | 2011. |
| ----- | ----- | ----- | ----- | ----- | ----- | ----- | ----- | ----- |
| 557   | 534   | 521   | 504   | 390   | 387   | 424   | 454   | 551   |